# Pametna mreža
Pametna elektroenergetska mreža je mreža koja koristi analogne i digitalne 
informaciono-komunikacione tehnologije u cilju prikupljanja 
informacija o snabdevanju i potrošnji električne 
energije. Glavni cilj pametnih elektroenergetskih mreža je poboljšanje efikasnosti, pouzdanosti, ekonomičnosti i održivosti proizvodnje i distribucije električne energije.

Pametne elektroenergetske mreže koriste digitalna (pametna) brojila za praćenje potrošnje električne energije u realnom vremenu. Pametna brojila su elektronski uređaji koji beleže potrošnju električne energije u intervalima od jednog sata ili manje, i vraćaju informaciju centrali radi kontrole i naplate. Omogućavaju jednostavno merenje potrošnje električne energije. Potrošači imaju mogućnost 
upravljanja potrošnjom električne energije. 

Prednosti pametne elektroenergetske mreže su niža cena električne energije, odgovorno i održivo korišćenje izvora energije, mogućnost za rast društvenog proizvoda, poboljšanje pouzdanosti snabdevanja energijom, racionalnije investiranje u infrastrukturu, poboljšanje kontrole i dijagnostike problema i mogućnost izbora potrošačima da prave i distribuiraju sopstvenu struju ili mogućnost izbora između različitih dobavljača, proizvoda i usluga.

## Pozadina

### Istorijski razvoj električne mreže
Prvi sistem električnih mreža naizmenične struje instaliran je 1886. u Grejt Baringtonu, Masačusets (Great Barrington, Massachusetts). Tada je mreža bila centralizovani 
jednosmerni sistem prenosa električne energije, distribucije električne energije i kontrole potrošnje.
U 20. veku lokalne mreže su porasle tokom vremena i na kraju su se međusobno umrežavale zbog pouzdanosti i ekonomskih razloga. Do 1960-ih godina, električne mreže razvijenih zemalja su postale veoma velike, razvijene i imale su široku povezanost, a hiljade "centralnih" termoelektrana snabdevale su energijom glavne trafostanice putem dalekovoda velikih kapaciteta, koji su zatim razgranati i podeljeni kako bi obezbedili snagu manjim industrijskim i domaćim korisnicima u čitavoj oblasti snabdevanja. 
Termoelektrane su bile strateški locirane blizu rezervi fosilnih goriva (bilo rudnici ili bušotine sa naftom, ili u blizini železničkih, putnih ili lučkih linija). Postavljanje hidroelektranskih brana u planinskim područjima takođe je snažno uticalo na strukturu nastajuće mreže. Nuklearne elektrane su bile postavljene na mestima gde je bilo vode za rashlađivanje. Najzad, elektrane na fosilnim gorivima su u početku bile veoma štetne za okolinu i postavljene su što je moguće dalje od naseljenih mesta. Krajem šezdesetih godina elektroenergetska mreža se rasprostranila na veliku većinu stanovništva razvijenih zemalja, dok su samo odvojene regionalne oblasti ostale "van mreže".
Merenje potrošnje električne energije bilo je neophodno po korisniku kako bi se omogućilo odgovarajuće fakturisanje u skladu sa (jako različitom) nivoom potrošnje različitih korisnika. Zbog ograničenog sakupljanja i obrade podataka tokom perioda rasta mreže, uobičajene su aranžmani sa fiksnim tarifama, kao i dvostruki tarifni aranžmani u kojima je noćna snaga bila naplaćena po nižim cenama od dnevne snage. Motivacija za dvostruko tarifne aranžmane bila je niža noćna potrošnja. Dvostruke tarife omogućile su korišćenje niskotrošne električne energije u noćnim vremenima u aplikacijama kao što je održavanje "toplotnih banaka" koje su služile da "izbalansiraju" dnevnu potražnju , i smanjiti broj turbina koje su morale da se gase preko noći, čime se poboljšava 
upotreba i profitabilnost objekata za proizvodnju i prenos. 
U periodu od 1970-ih do devedesetih, sve veća potražnja dovela je do povećanja broja elektrana. U nekim područjima, snabdevanje električnom energijom, naročito u vreme vrhunca, nije moglo da zadovolji potržnju, što je rezultiralo lošim kvalitetom električne energije uključujući prekid električne energije, smanjenje snage i smetnje.
Krajem dvadesetog veka uspostavljeni su modeli potražnje za električnom energijom: grejanje u domaćinstvima i klimatizacija doveli su do svakodnevnih maksimalnih potreba koje su ispunjavali niz "peak generatora" koji bi se svakog dana uključivali samo za kratke periode. Relativno niska iskorišćenost ovih peak "generatora" (obično, gasne turbine korišćene su zbog relativno niže kapitalne cene i bržih startnih vremena), zajedno sa neophodnom redundancijom u elektroenergetskoj mreži, doveli su do visokih troškova za kompanije za električnu energiju, koje prenose se u vidu povećanih tarifa. U 21. veku, neke zemlje u razvoju poput Kine, Indije i Brazila su se smatralo pionirima razmene pametnih mreža.

### Mogućnosti modernizacije
Od početka 21. veka, iskorišćena su poboljšanja u polju tehnologije elektronske komunikacije za rešavanje ograničenja i troškova električne mreže. Tehnološka ograničenja u merenju više ne utiču na maksimalne cene električne energije i jednake prenose na sve potrošače. Paralelno, sve veća zabrinutost zbog štete na okolinu od termoelektrana sa pogonom na fosilno gorivo dovela je do želje da se koriste velike količine obnovljive energije. Prirodni oblici energije kao što su snaga vetra i solarna snaga su veoma promenljive, pa je potreba za sofisticiranijim kontrolnim sistemima postala očigledna, kako bi se olakšalo povezivanje izvora sa inače visoko kontrolisanom mrežom.
Snaga iz fotonaponskih ćelija (i u manjoj meri vetroturbine) takođe značajno je dovela u pitanje imperativ velikih centralizovanih elektrana. Troškovi koji se brzo smanjuju ukazuju na veliku promenu od centralizovane topologije mreže do one koja je visoko distribuirana, s obzirom da je snaga generisana  i  potrošena tačno na granicama mreže. Konačno, sve veća zabrinutost zbog terorističkih napada u nekim zemljama dovela je do pozivanja na robusniju energetsku mrežu koja je manje zavisna od centralizovanih elektrana koje su smatrane potencijalnim ciljevima napada.

### Definicija "pametne mreže"
Prvu zvaničnu definiciju Smart Grid-a obezbedio je Zakon o energetskoj nezavisnosti i bezbednosti iz 2007. godine (Zakon o energetskoj nezavisnosti i bezbednosti iz 2007. godine) (EISA-2007)], koji je odobrio Kongres SAD u januaru 2007. godine i potpisan zakon od strane Predsednik George V. Bush u decembru 2007. godine. Naslov KSIII ovog zakona daje opis sa deset karakteristika koje se mogu smatrati definicijom Smart Smart mreže, i to: 
" Politika Sjedinjenih Država je da podrži modernizaciju sistema prenosa i distribucije električne energije u Naciji radi održavanja pouzdane i sigurne infrastrukture za električnu energiju koja može da odgovori na budući rast potražnje i da postigne svako od sledećih karakteristika koje zajedno karakterišu Smart Grid: ( 1) Povećana upotreba digitalnih informacija i kontrola tehnologije za poboljšanje pouzdanosti, sigurnosti i efikasnosti električne mreže. (2) Dinamička optimizacija operacija mreže i resursa, uz potpunu ciber-sigurnost (3) Rayvoj i integraciju distribuiranih resursa i generatora, uključujući obnovljive resurse. (4) Razvoj i inkorporiranje odgovora na tražnju, resurse potražnje i resurse energetske efikasnosti. (5) Razmeštanje "pametnih" tehnologija (u realnom vremenu, automatizovane, interaktivne tehnologije koje optimizuju fizičko funkcionisanje aparata i potrošačkih uređaja) za merenje, komunikacije u vezi sa mrežnim operacijama i statusom i automatizaciju distribucije. (6) Integracija "pametnih" uređaja i potrošačkih uređaja. (7) Razmeštanje i integracija naprednih tehnologija za skladištenje električne energije i vrhova za brijanje, uključujući električna i hibridna električna vozila sa električnim i hibridnim električnim grejanjem i klima uređaji za termičko skladištenje. (8) Obezbeđivanje pravovremenih informacija i kontrola potrošača. (9) Razvijanje standarda za komunikaciju i interoperabilnost uređaja i opreme povezanih sa električnom mrežom, uključujući i infrastrukturu koja služi mreži. (10) Identifikacija i smanjivanje nerazumnih ili nepotrebnih prepreka za usvajanje inteligentnih mrežnih tehnologija, praksi i usluga. "
 Opšti element za većinu definicija je primena digitalne obrade i komunikacija na električnu mrežu, čineći protok podataka i upravljanje informacijama su centralni za pametnu mrežu. Različite mogućnosti su rezultat dubokog integrisanog korišćenja digitalnih tehnologija sa mrežnim mrežama Integracija novih informacija o mreži predstavlja jedno od ključnih problema u dizajnu pametnih mreža. nađeni su tri vrste transformacija: poboljšanje infrastrukture, nazvane "snažna mreža" u Kini, dodatak digitalnog sloja, koji je suština "pametna mreža" i transformacija poslovnog procesa, potrebna za kapitalizaciju o investicijama u pametnu tehnologiju. Veliki deo rada koji se odvijao u modernizaciji električne mreže, posebno u automatizaciji trafostanica i distribucije, sada je uključen i Opšti koncept pametne mreže.

### Rane tehnološke inovacije
Tehnologija pametne mreže nastala je iz ranijih pokušaja korišćenja elektronske kontrole, merenja i praćenja. Tokom osamdesetih godina, automatsko čitanje metara korišćeno je za praćenje potrošnje od strane velikih kupaca, i razvilo se u naprednu infrastrukturu merenja devedesetih godina prošlog veka, čiji brojnici mogu da skladište kako se električna energija koristila u različito doba dana. Pametni metri dodaju kontinuirane komunikacije tako da se monitoring može izvršiti u realnom vremenu i može se koristiti kao prolaz do potrošačkih uređaja i "pametne utičnice" u kući. Rani oblici takvih tehnologija upravljanja potražnjom su dinamička potražnja (električna energija) ili dinamička potražnja svesnih uređaja koji pasivno osećaju opterećenje na mreži praćenjem promena u frekvenciji napajanja. Uređaji kao što su industrijski i kućni klima uređaji, frižideri i grejači prilagodili su svoj radni ciklus kako bi se izbegla aktivacija u vreme kada je mreža trpela u vrhunskom stanju. Počevši od 2000. godine, italijanski Telegestor projekat prvi je povezao velike brojeve (27 miliona) domova koristeći pametne merače povezane preko komunikacije sa niskopropusnom snagom. 
Neki eksperimenti su koristili pojam širokopojasne veze preko dalekovoda (BPL), dok su drugi koristili bežične tehnologije kao što su mesh umrežavanja koja su promovisana za pouzdane veze sa različitim uređajem u kući, kao i podrška za merenje drugih komunalnih usluga kao što su gas i voda.
Praćenje i sinhronizacija širokopojasnih mreža su revolucionizovane početkom devedesetih godina prošlog veka, kada je Bonneville Power Administration proširio istraživanje pametnih mreža s prototipom senzora za merne jedinice Phasor, koji su sposobni vrlo brzo analizirati anomalije u kvalitetu električne energije u veoma velikim geografskim područjima. Kulminacija ovog rada bila je prvi operativni sistem za merenje širokog područja (WAMS) 2000. godine. Druge zemlje brzo integrišu ovu tehnologiju - Kina je počela sa sveobuhvatnim nacionalnim WAMS sistemom kada je petogodišnji ekonomski plan završen 2012. godine.

## Osobine pametne mreže
Pametna mreža predstavlja kompletan skup trenutnih i predloženih odgovora na izazove snabdevanja električnom energijom. Zbog raznovrsnog spektra faktora postoji brojna konkurentna taksonomija i nema dogovora o univerzalnoj definiciji. Ipak, ovde se daje jedna mogućnost kategorizacije.

### Pouzdanost
Pametna mreža koristi tehnologije kao što su procena stanja, koja poboljšava kvalitet energije i omogućava samo-popravljanje mreže bez intervencije tehničara. Ovo će obezbediti pouzdanije snabdevanje električnom energijom i smanjenu osetljivost na elementarne nepogode ili napade.
Iako se više pravaca naglašava kao karakteristika pametne mreže, stara mreža takođe sadrži više pravaca. Početni dalekovodi u mreži su izgrađeni korišćenjem radijalnog modela, kasnije je povezivanje bilo garantovano preko više ruta, koje se nazivaju mrežna struktura. Međutim, to je stvorilo novi problem: ukoliko trenutni protok ili povezani efekti preko mreže prevazilaze granice bilo kog određenog elementa mreže, to bi moglo biti neuspešno, a trenutna bi bila ograničena na druge mrežne elemente, što bi eventualno moglo biti neuspešno, uzrokujući Domino efekat. Pogledajte prekid napajanja. Tehnika koja sprečava ovo je opterećenje opterećenja pomoću rotirajućeg zatamnjenja ili smanjenja napona.
Ekonomski uticaj poboljšane pouzdanosti mreže i otpornosti je predmet brojnih studija i može se izračunati pomoću metodologije koju finansira US DOE za lokacije u Sjedinjenim Američkim Državama koristeći najmanje jedan alat za izračunavanje.

### Fleksibilnost u topologiji mreže
Infrastruktura prenosa i distribucije sledeće generacije biće u mogućnosti da upravlja sa mogućim dvosmernim energetskim tokovima , što omogućava distribuirana proizvodnja električne energije , kao što su fotonaponski paneli na krovovima zgrada, ali i korišćenje gorivnih ćelija, punjenje do / od baterija električnih automobila, vetrogeneratora, pumpe hidroelektrane i drugih izvora.
Klasične mreže su dizajnirane za jednostran protok struje, ali ako lokalna podmreža generiše više snage nego što je potrošnja, povratni protok može podići probleme sigurnosti i pouzdanosti. Pametna mreža ima za cilj da upravlja ovim situacijama.

### Efikasnost
Predviđeni su brojni doprinosi ukupnom poboljšanju efikasnosti energetske infrastrukture od primene tehnologije pametne mreže, naročito uključujući upravljanje potražnjom, na primer isključivanje klima uređaja tokom kratkoročnih promena u ceni električne energije, smanjenje napona, kada je moguće, na distribucione linije kroz Optimizaciju napona / VAR-a (VVO), eliminišući kamionske trake sa metar čitačima, i smanjujući kamionske-trake pomoću poboljšanog upravljanja otpadom koristeći podatke iz naprednih metričkih infrastrukturnih sistema. Opšti efekat je manja redundantnost u prenosnim i distributivnim linijama i veća upotreba generatora, što dovodi do nižih cena električne energije.

### Održivost
Poboljšana fleksibilnost pametne mreže omogućava veći prodor visoko promenljivih obnovljivih izvora energije, kao što su solarna energija i snaga vetra, čak i bez dodavanja skladišta energije. Trenutna mrežna infrastruktura nije izgrađena da bi omogućila dosta distribuiranih tačaka unošenja, a obično čak i ako je dopušten neki feed-in na lokalnom (distributivnom) nivou, infrastruktura na nivou prenosa ne može da ga primi. Brze fluktuacije distribuirane električne energije, kao što su oblaci ili gusti vremenski uslovi, predstavljaju značajne izazove za inženjere snage kojima je potrebno osigurati stabilne nivoe snage kroz promenu proizvodnje više kontrolisanih generatora kao što su gasne turbine i hidroelektrične generatore. Tehnologija pametne mreže je neophodan uslov za veoma velike količine obnovljive električne energije na mreži.

### Mogućnost snabdevanja
Pametna mreža omogućava sistematsku komunikaciju između dobavljača (njihova cena energije) i potrošača (njihova spremnost za plaćanje), i omogućava i snabdevačima i potrošačima da budu fleksibilniji i sofisticirani u svojim operativnim strategijama. Samo kritična opterećenja će morati da plate vrhunske cene energije, a potrošači će moći da budu više strateški kada koriste energiju. Generatori sa većom fleksibilnošću biće u mogućnosti da strateški prodaju energiju za maksimalan profit, dok nefleksibilni generatori kao što su parne turbine sa baznim teretima i turbine na vetar dobijaju različitu tarifu zasnovanu na nivou potražnje i statusu drugih generatora koji trenutno rade. Celokupni efekat je signal koji nagrađuje energetsku efikasnost i potrošnju energije koja je osetljiva na vremenski ograničena ograničenja snabdevanja. Na domaćem nivou, uređaji sa stepenom skladištenja energije ili toplotnom masom (kao što su frižideri, toplotne banke i toplotne pumpe) biće dobro pozicionirani da bi "igrali" tržište i nastojali da minimiziraju troškove energije prilagođavajući potražnju za jeftiniju energetsku podršku. Ovo je produžetak dvo-tarifne cene energije navedene gore.